# Orion Global Pet
Orion Global Pet ist ein litauischer Hersteller von Polyethylenterephthalat (PET) mit Sitz in Klaipėda in der Freien Wirtschaftszone Klaipėda. Es wurde 2004 gegründet. Es  gehört zur thailändischen Gruppe Indorama Ventures. Produziert wird seit 2006. Die Jahresproduktion liegt  bei 241 Mio. Tonnen. Vermarktet werden die Produkte vom Handelsunternehmen UAB Indorama Polymers Europe. 2012 wurde ein Umsatz von 1,011 Mrd. Litas (292,9 Millionen Euro) erzielt.